# Nyomtató

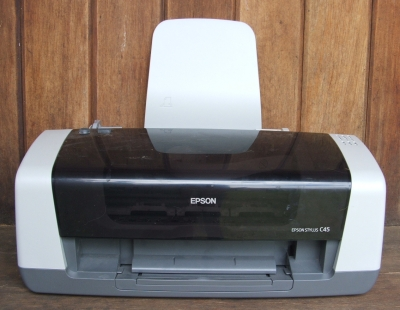
Egy Epson nyomtató

A nyomtató, vagy angolul printer, olyan hardver, kimeneti periféria, mely arra használható, hogy a digitális adatokat megjelenítse látható formában, általában papíron.

## Általános tulajdonságok
A nyomtatott kép minősége annál jobb, minél sűrűbben vannak és minél kisebbek a rajzolatot felépítő pontok. Ezt jellemzi a DPI, (Dots Per Inch, azaz hogy egy hüvelyk hosszú vonal hány pontból áll).
A nyomtatás sebességét lap/percben mérjük.
Ha több számítógépet akarunk egy nyomtatóval kiszolgálni, akkor ehhez régebben switchbox-ot, nyomtatóátkapcsolót használtak, amivel fizikailag át lehetett kapcsolni a nyomtatót az egyik számítógépről a másikra. Manapság ez szükségtelen, ha számítógépes hálózatba vannak kötve a gépek. Nagyobb létszámú számítógép kiszolgálásához nyomtatószervert használnak. Komoly számítási igényű (grafikai) nyomtatók gyakran a PostScript lapleíró nyelvet használják. Ha a PostScript értelmező nem magába a nyomtatóba van beépítve, hanem PC-n fut (ritkán Linux, gyakrabban Windows stb. alatt), RIP-nek (Raster Image Processor) nevezzük.

## A nyomtatók csoportosítása
A nyomtatókat többféle szempontból csoportosíthatjuk.
- Ütő- és nem ütőnyomtatók
- Színes és szürkeárnyalatos nyomtatók
- Az alapján, hogy egyszerre hány karaktert vagy pontot nyomtatnak a papírra, megkülönböztetünk
  - Karakternyomtatót: egyszerre egy karakter nyomtatnak; az elektromos írógépekből lettek kifejlesztve; fajtái: például a betűkerekes, és gömbfejes nyomtató
  - Sornyomtatót: egyszerre egy egész sort nyomtat.
  - Lapnyomtatót: egyszerre egy egész lapot nyomtat
- A számítógéphez kapcsolódhat
  - kábellel: párhuzamos, soros (USB vagy RS-232), Ethernet
  - vezeték nélküli módon: IrDA, Bluetooth, Wifi

## Nyomtatótípusok

### Ütő (impact) és nem ütő (non impact) nyomtatók
- Ütő nyomtatók
  - Gömbfejes és margarétafejes nyomtatók: csak a gyári fejen lévő fix karakterkészletet tudják alkalmazni, ugyanúgy, mint az írógépek. Kis sebességgel, de viszonylag szép képet nyomtatnak.
  - Láncos, írórudas, írókorongos, íróhengeres nyomtatók: egyszerre egy egész sort tudnak nyomtatni, ezeket nevezzük sornyomtatóknak.
  - Mátrixnyomtatók: a mátrixnyomtató az írógép továbbfejlesztett változata. A nyomtatófejben apró tűk vannak (általában 9 vagy 24 db). A papír előtt egy kifeszített festékszalag mozog, amelyre a tűk ráütnek, és létrehoznak a papíron egy pontot. A kép ezekből a pontokból fog állni. A tűket elektromágneses tér mozgatja, és rugóerő húzza vissza eredeti helyükre. Ezzel az eljárással nem csak karakterek, hanem képek, rajzok is nyomtathatóak. A nyomtatott képek felbontása gyenge, de ahol nem szükséges a jó minőség, ott ma is használják, mert olcsó és alkalmas indigós számlanyomtatásra. Egyes mátrixnyomtatók képesek színes nyomatok készítésére is, de ezek minősége igen alacsony.
A mátrixnyomtatók több üzemmódban tudnak nyomtatni:
    - Piszkozati (Draft): a piszkozati minőség a tűk egyszeri leütésével készül, és nem túl szép képet ad.
    - Közel levél minőségű (NLQ, Near Letter Quality): ez már egy szebb képet adó üzemmód, a tűk többszöri leütésével hozza létre a képet.
    - Levélminőségű (LQ, Letter Quality): legalább 18 tűsnek kell ahhoz lennie a nyomtatónak, hogy ilyen minőségben nyomtasson, és az így készített kép igen jó minőségű, de nagyon hosszú ideig tart a kinyomtatása.
- Nem ütő nyomtatók
  - Hőnyomtató: a hőnyomtató speciális papírtekercset, ún. hőpapírt használ. Ennek az a tulajdonsága, hogy a fehér bevonata hő hatására megfeketedik. Ennek a papírnak nyomódik neki az írófej. A fejen a képpontoknak megfelelő kis ellenállások helyezkednek el. Ott ahol az ellenállást elektromos árammal melegítik, ott a papír megfeketedik. A fej a mátrixnyomtatókhoz hasonlóan mozoghat jobbra balra, de lehet fix is, ekkor azonban a papírt teljes szélességében le kell fedni. Előnye a nagy élettartam és a „végtelen színezőanyag”. Hátránya a hozzávaló papír viszonylag drága, minősége gyenge, hőmérséklet és napfény ellen védeni kell a kinyomtatott dokumentumot. Létezik színes változata is, bár nagyon ritka, ennek működési elve azon alapszik, hogy a bevonatban található speciális pigmentkombináció különböző hőfokú és időtartamú hevítés esetén több (általában három) különböző színt képes felvenni.[1]
  - Rajzgépek vagy plotterek: a rajzgéppel vektorgrafikákat lehet papírra rajzolni. A rajzgép egy tollat mozgat a papíron. A rajzgépeket nagyméretű műszaki rajzok (CAD) papírra vitelénél, a számítógépes tervezésben használják, bár egyre inkább felváltják őket az univerzális nyomtatók, amelyek már elegendően nagy méretben (A0, roll) is képesek a nyomtatásra.

### Képalkotás szerint

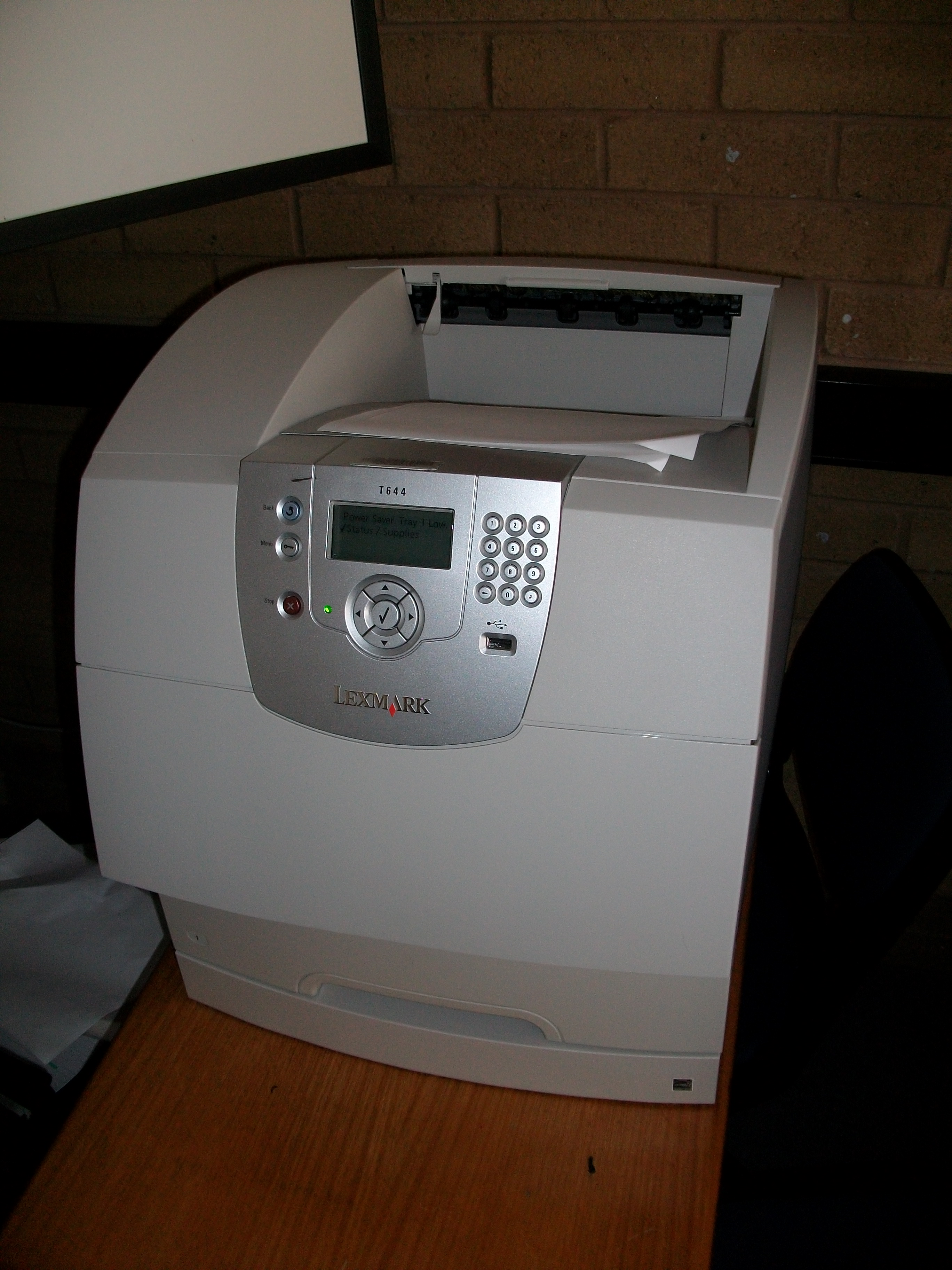
Lexmark T644 lézernyomtató

- Lézernyomtató: a lézernyomtatóban speciális, fényérzékeny anyaggal bevont és elektromosan feltöltött henger található. Ezen egy lézersugárral jelölik meg a nem fehér pontokat: ahol a lézer a hengerhez ér, ott a henger semleges lesz vagy ellentétesen lesz töltött a henger többi részéhez képest. Amikor pedig a henger a festékrésszel érintkezik, akkor azokra a részekre tapad festék, melyeket ért a lézersugár. A festék ezután átkerül a papírra, majd beleolvad, mikor a papír áthalad egy 200 °C-os hengerpár között. A színes lézernyomtatóban lényegében négy közönséges lézernyomtató mechanikája épül egybe, és az egyetlen fényérzékeny hengerükre a világoskék (cián), lila (bíbor), sárga és fekete festékhengerekről egymás után kerülnek fel a színek. A négy színnel való átfestéshez a lézersugárnak négyszer kell végigfutnia a fényérzékeny hengeren.
- Tintasugaras nyomtató: a tintasugaras nyomtatók tintapatronok segítségével tintacseppeket juttatnak a papírlapra. A patronban van egy porlasztó, ez megfelelő méretű tintacseppekre alakítja a tintát, és a papírlapra juttatja azt. A színes tintasugaras nyomtató színes tintapatronokat használ, általában négy alapszín használatával keveri ki a megfelelő árnyalatokat: ciánkék, bíborvörös, sárga és fekete színek használatával. Minden tintasugaras nyomtató porlasztással juttatja a tintacseppeket a papírlapra, de a porlasztás módszere változó. Ez történhet piezoelektromos úton, elektrosztatikusan, vagy gőzbuborékok segítségével. A gőzbuborékos nyomtató a következő módon működik: 
 A nyomtató cserélhető tintapatronja a papír felett oldalirányban mozog. A nyomtatófejben lévő, tintával töltött kamrácskákhoz szabad szemmel alig látható fúvókák (porlasztók) kapcsolódnak. Azokat a kamrákat, mely a nyomtatandó képrészlet soron következő képpontjához szükségesek, elektromos impulzus melegíti fel, minek következtében a tinta a melegítési helyeken felforr, és a keletkező gőzbuborék egy-egy tintacseppet lő a porlasztókon keresztül a papírlapra. 
A tintasugaras nyomtatók egy-egy karaktert sokkal több képpontból állítanak össze mint például a mátrixnyomtatók, ezért sokkal szebb képet is adnak annál: megfelelő tintasugaras nyomtatóval igen jó minőségű, színes képek, akár fotók is nyomtathatók.
- Szilárd tintával működő nyomtatók (Solid ink printers)
- Festék-szublimációs nyomtatók (Dye-sublimation printer)
- Festék nélküli nyomtatók (Inkless printers)
- Hő-szublimációs nyomtatók: Alapvetően két csoportba soroljuk a működési elvük szerint direkt termál és termo transzfer nyomtatók.

A direkt termál nyomtatók működési elve megegyezik a hagyományos faxokéval, miszerint a nyomtatási kép egy hőérzékeny papír melegítése által keletkezik. Az ilyen nyomtatók számos előnyös, és hátrányos tulajdonsággal rendelkeznek a termo transzfer nyomtatókkal összehasonlítva. A termo transzfer nyomtatók felépítése teljesen azonos a direkt termál nyomtatókéval, az egyetlen különbséget az jelenti, hogy itt a nyomtatási kép nem egy hőérzékeny papíron, hanem közönséges papíron, vagy műanyag fólián keletkezik. A nyomtatófej és a papír, vagy műanyag fólia között egy speciális festékszalag helyezkedik el, amelyről a festékanyag a melegítés hatására átkerül a papír, vagy műanyag címkére.

## Ipari, nyomdaipari felhasználású nyomtatók
A tintasugaras technológiának ipari felhasználása is jelentős.
A nagyméretű (1–5 m széles) digitális nyomtatók kizárólag tintasugaras elven működnek.
- Vízbázisú technológia

Vízbázisú festékkel a "bubble jet", azaz hővel-párolgással-lecsapódással működő gépek működnek. Jellemzően a HP gyártmányú "plotterek" működnek így (Designjet sorozat). Régebbi meghatározó gyártó az Encad volt, amíg a Kodak fel nem vásárolta.
- - Dye based azaz vízbázisú színezékkel nagy színerejű, fotószerű képek készülhetnek, az erős fényt nem, vagy korlátozottan viselik el, pár hónap(!) után a nyomatok fakulhatnak. A "dye" szerves kémiai színezék, mint szerves vegyület, bomlékony, innen a fakulásveszély.
  - Pigment based festékkel készült nyomatok alkalmasak UV fény terhelés elviselésére is. Múzeumi körülmények közti élettartam akár száz év is lehet, a direkt napsugárzást is elviselhetik 2-4 évig. A pigment fémes jellegű vegyület, nem bomlik könnyen le, mint a dye.
- Oldószertartalmú technológia

Szerves oldószert tartalmazó festékekkel UV fény és vízálló nyomatok készülhetnek, a vízbázisú technológia az ipari felhasználásban csökkenő jelentőséggel bír. Jelölés (vonalkód stb) típusú alkalmazás változatlanul jelentős a vízbázisú technika, mindenhol máshol visszaszorulóban van.
Az oldószer tartalmú festékek jellemzően pigment tartalmúak, nem fakulnak.
Oldószertartalmú festékeket kizárólag piezo- nyomtatófejekkel lehet nyomtatni. Meghatározó fejgyártók: Xaar, Konica-Minolta, Spectra, Seiko, Epson.
- - Eco Solvent

Eco solventnek nevezik a nagy felbontású (720dpi vagy több) Epson fejekkel kompatibilis festékeket. Ezek bevonat nélküli anyagokon is működnek, a különböző generációk (Eco Sol, Eco Sol II, Eco Sol Max, stb) eltérő karcállósággal és UV ellenállósággal rendelkeznek. Az ecosol festékek szaga nem túl erős, a gyártók szerint irodai környezetben is használhatóak. Ezzel szemben a cikkíró szellőztetést javasol. Jellemző gépgyártók ecosol festékkel: Roland, Mutoh, Mimaki.
- - Mild vagy Light Solvent

A "Könnyű oldószeres" festékek átmenetet képeznek az Ecosol és a nagy oldószertartalmú festékek közt. Alkalmazható nyomtatófejek: Konica-Minolta, Seiko, Epson (kisebb részben). A nyomatok jobb karcállósággal rendelkeznek, mint az Ecosollal nyomtatottak, UV állóság direkt kitettség esetén is néhány év lehet. Jellemző gépgyártók: Seiko, Mimaki.
- - Hard Solvent

A nagy oldószertartalmú nyomtatókat szokás röviden "oldószeres" nyomtatónak nevezni. UV, vízálló, karcálló nyomatok készítésére alkalmasak, jellemzően 360 dpi-s fejekkel. A nyomás képet gyakran a CMYK (nyomdai alapszínek, ciánkék, magenta, sárga, fekete) világos színekkel (Lc, Lm, világos cián, világos magenta) történő kiegészítésével vizuálisan javítják. Fejgyártók: Xaar, Spectra. Gépgyártók: HP, Gandinnovation, Mutoh. Eco- vagy Mild- gépek több-kevesebb sikerrel átalakíthatóak oldószeresre, a szervizigény ilyenkor megnőhet. Oldószeres gépen akár óriásplakátok is készülnek, illetve a házméretű, speciális hálóra nyomtatott reklámgrafikák is kizárólag így készülnek.
ÚJ irány: az "UV szárítású" technológia
Röviden ezeket "UV nyomtatónak" is nevezik, de nem összetévesztendők az UV álló nyomatot adó, vizes vagy oldószeres technológiával.
Itt a tintasugaras fejből kilövellt festéket a nyomtatás közben UV fénnyel megvilágítják a speciális építésű gépeken, aminek hatására a festékben láncreakció játszódik le, és a festék pillanatszerűen polimerizálódik. Tehát itt a száradás nem párolgásos mechanizmusú, mint a víz- vagy oldószerbázisú festékek esetében. A kikeményedett festék vastag, karcálló, relatíve merev, UV fénynek és víznek ellenálló.
Jellemző gyártók: HP, Fuji, Grapo, Barak, Agfa, Mutoh, Mimaki.
UV géppel táblás, vastag anyagok is közvetlenül nyomtathatók.
ÚJ irány: Greyscale technológia
Míg a "régebbi" technológiák binárisak, új fejlesztésként megjelent az ún. Greyscale, azaz "árnyalatos" nyomtatás. Itt már nem csak a papír fehér színéből, és a kinyomtatott 100 színerejű festékpontocskákból áll össze a kép, hanem a nyomtató képes önmagában a köztes, világosabb árnyalatok nyomtatására is! Ennek az áttörésnek köszönhetően nem kell a világos (Lc, Lm) színeket alkalmazni, mégis nagy vizuális felbontás érhető el. Jellemző fej: Xaar Omnidot greyscale fej.
Van európai gyártó?
Tintasugaras nyomtatót jellemzően japán, amerikai és kínai cégek gyártanak . Ezért érdemel külön figyelmet a csehországi Olomoucban fejlesztett GRAPO gépcsalád.
Mindhárom gépük UV szárítású ipari nyomtató, Konica, Minolta, illetve újabban Xaar Omnidot fejekkel, 2 méter körüli szélességgel.